# دون آسکاریان
دون آسکاریان (ارمنی: Դոն Ասկարյան؛ انگلیسی: Don Askarian) کارگردان فیلم، تهیه‌کننده و فیلم‌نامه‌نویس اهل جمهوری آرتساخ بود.

## زندگی‌نامه
وی با نام اصلی ماکدون هووسپی آسکاریان (ارمنی: Մակեդոն Հովսեփի Ասկարյան) در ۱۰ ژوئیهٔ ۱۹۴۹ در استپاناکرت پایتخت جمهوری آرتساخ به دنیا آمد و از فارغ‌التحصیل گشت. وی در ۶ اکتبر ۲۰۱۸ در سن ۶۹ سالگی در برلین، آلمان درگذشت.

## فیلمشناسی
- ۱۹۸۴: خرس
- ۱۹۸۸: ناگورنو قره باغ: تاریخچه ارمنیان (Լեռնային Ղարաբաղ)
- ۱۹۸۸: کومیتاس (Կոմիտաս)
- ۱۹۹۲: آوتیک (Ավետիք)
- ۱۹۹۸: پاراجانف (Փարաջանով)
- ۲۰۰۰: موسیقیدان (Երաժիշտները)
- ۲۰۰۱: در جاده قدیمی رومی (Հին հռոմեական ճանապարհին)
- ۲۰۰۷: آرارات: ۱۴ نما (Արարատ. ۱۴ տեսանկյուն)
- ۲۰۰۸: پدر (Հայրիկ)